# Unió neuromuscular
La unió neuromuscular és la sinapsi entre una motoneurona i una fibra muscular (que fa la funció de neurona postsinàptica).
Permet que la motoneurona transmeti un senyal a la fibra muscular, provocant la contracció muscular.
Els músculs necessiten innervació per funcionar, i fins i tot només per mantenir el to muscular, evitant l'atròfia. Al sistema neuromuscular, els nervis del sistema nerviós central i del sistema nerviós perifèric estan connectats i treballen conjuntament amb els músculs. La transmissió sinàptica a la unió neuromuscular comença quan un potencial d'acció arriba al terminal presinàptic d'una motoneurona, que activa els canals de calci dependents de voltatge per permetre que els ions de calci entrin a la neurona. Els ions de calci s'uneixen a les proteïnes del sensor (sinaptotagmina) a les vesícules sinàptiques, provocant la fusió de les vesícules amb la membrana cel·lular i la posterior alliberació de neurotransmissors de la neurona motora a la fenedura sinàptica. En els vertebrats, les motoneurones alliberen acetilcolina (ACh), un neurotransmissor de molècula petita, que es difon per la fenedura sinàptica i s'uneix als receptors nicotínics de l'acetilcolina (nAChR) a la membrana cel·lular de la fibra muscular (sarcolemma). Els nAChR són receptors ionòtrops, és a dir, serveixen com a canals iònics dependents de lligands. La unió de l'ACh al receptor pot despolaritzar la fibra muscular, provocant una cascada que finalment en resulta la contracció muscular.
Les malalties de la unió neuromuscular poden ser d'origen genètic o autoimmunitari. Els trastorns genètics, com ara la síndrome miastènica congènita, poden sorgir de proteïnes estructurals mutades que formen part de la unió neuromuscular, mentre que les malalties autoimmunitàries, com la miastènia gravis, es produeixen quan es produeixen anticossos contra els receptors nicotínics de l'acetilcolina al sarcolema.